# Franse echtscheidingswet van 1792
De Franse echtscheidingswet van 1792 was de eerste moderne wet die echtscheiding toeliet tussen mannen en vrouwen op gelijke voorwaarden. Hij werd tijdens de Franse Revolutie aangenomen door de Wetgevende Vergadering op 20 september 1792. Na wijzigingen in 1793 en 1794 werd de wet vervangen door de Code Napoléon van 1804, die veel restrictiever en ongelijker was.

## Totstandkoming
Nadat artikel 17 van de Franse grondwet van 1791 had verklaard dat het huwelijk niet meer was dan een civiel contract, waren de eerste echtscheidingen reeds doorgevoerd. De Wetgevende Vergadering haastte zich de voorwaarden vast te leggen door op 20 september 1792, de laatste dag van haar bestaan, het echtscheidingsdecreet te stemmen. Nadere regels waren bepaald in het decreet op de burgerlijke stand, dat dezelfde dag werd aangenomen. Omdat de macht van koning Lodewijk XVI na de Bestorming van de Tuilerieën was opgeschort, kon de koninklijke bekrachtiging niet worden gegeven. De bekendmaking vond plaats op 25 september en de Nationale Conventie verklaarde de wet op 9 oktober uitvoerbaar.
In de Belgische departementen werd de wet van toepassing verklaard bij besluit van 17 juni 1796. Weinig mensen maakten er gebruik van.

## Echtscheidingsgronden

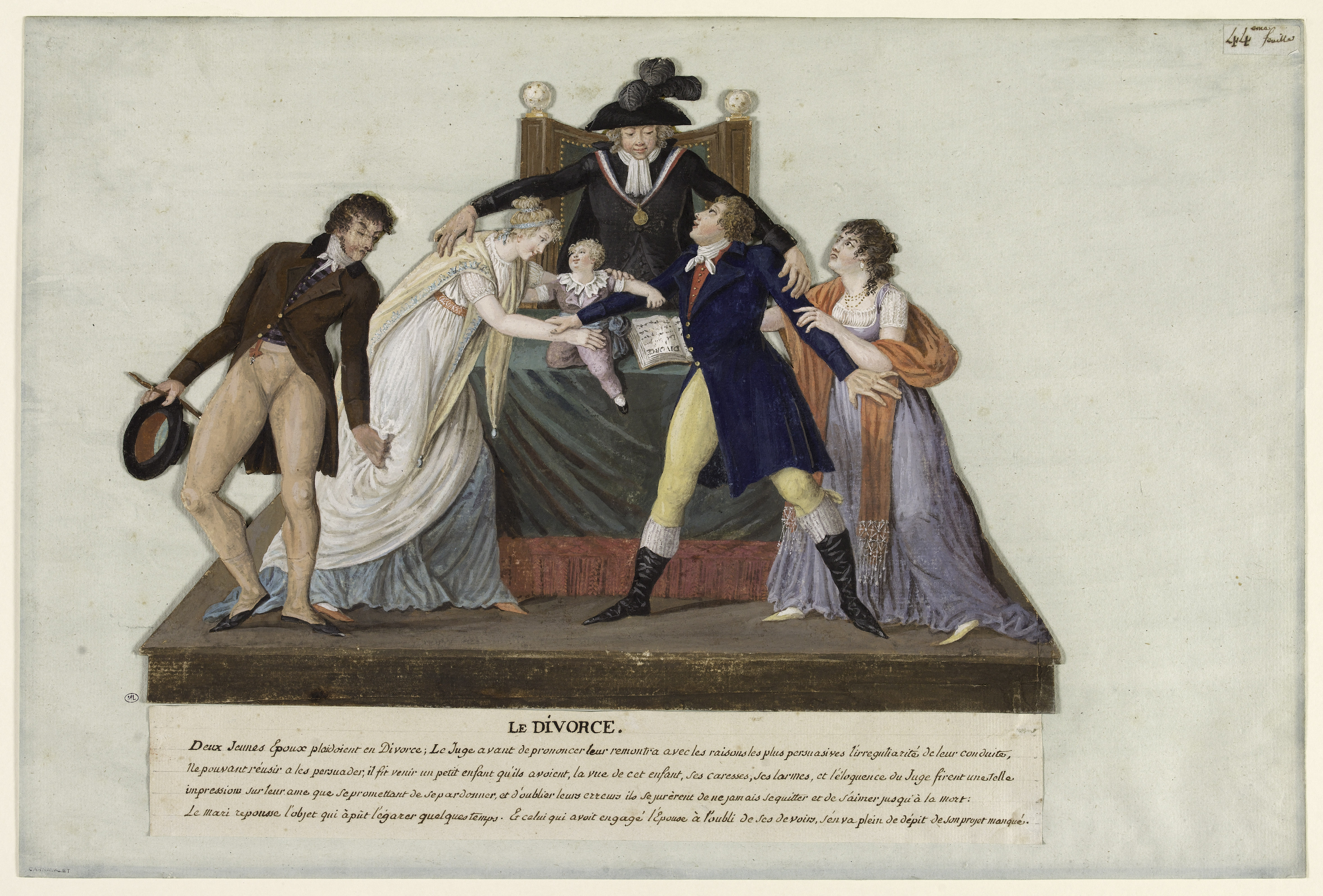
De echtscheiding (Jean-Baptiste Lesueur, ca. 1795-1801): omwille van hun kind verzoent een echtpaar zich voor de rechtbank, tot ongenoegen van hun aanwezige vrijers

Onder de wet kon men scheiden op drie gronden: onderlinge toestemming, onverenigbaarheid van humeur en karakter, of bepaalde motieven. De onverenigbaarheidsgrond diende enkel te worden aangevoerd en was bedoeld om eenvoudig te scheiden zonder de "vuile was" buiten te hangen. Men diende drie keer te verschijnen op een verzoeningsvergadering met familie en vrienden, waarna de echtscheiding kon worden geakteerd. Wanneer toch bepaalde motieven werden ingeroepen, waren er zeven categorieën:
- dementie, waanzin of razernij van een der echtgenoten
- veroordeling tot een lijfstraf of onterende straf van een der echtgenoten
- misdaden, mishandelingen of grove beledigingen van de ene echtgenoot tegen de andere
- algemeen bekend onzedelijk gedrag
- verlating gedurende minstens twee jaar
- afwezigheid zonder nieuws gedurende minstens vijf jaar
- emigratie

De scheiding van tafel en bed werd afgeschaft door deze wet.

## Toepassing
Onder de wet werden ongeveer dertigduizend echtscheidingen uitgesproken, vooral in steden. In Rouen gebeurden 71% van de echtscheidingsaanvragen door vrouwen, grotendeels werkzaam in de textielindustrie. Op het platteland bleef de economische afhankelijkheid groter en werd de wet minder toegepast.

## Wijzigingen en afschaffing
De Nationale Conventie voerde twee versoepelingen door. Eerst werd bij decreet van 28 december 1793 de wachttermijn om na echtscheiding te hertrouwen ingekort. Een tweede decreet van 23 april 1794 voerde de feitelijke scheiding van zes maanden in als echtscheidingsgrond. Ook werden de echtscheidingen doorgevoerd vóór de wet van 20 september 1792 wettig verklaard.
De gewijzigde echtscheidingswet werd in 1804 vervangen door de Code Napoléon, die veel restrictiever en ongelijker was. Een vrouw kon alleen scheiden voor overspel als haar man een maîtresse in het echtelijke huis bracht, terwijl de man elke vorm van overspel kon inroepen.
Terwijl in België de beperkte echtscheidingsmogelijkheden uit het Burgerlijk Wetboek verder bleven bestaan, werd de echtscheiding in Frankrijk afgeschaft tijdens de Restauratie (wet van 8 mei 1816). Pas in 1884 werd echtscheiding terug mogelijk in Frankrijk.